# HD 105071
HD 105071，又名CP-64 1791，SAO 251734、HR 4611，是一颗位於蒼蠅座的恒星，视星等为6.33，位于銀經298.24，銀緯-3.09，其B1900.0坐标为赤經12h 0m 42.2s，赤緯-64° -3.09′ 24″。